# Pacto de Vadoluengo

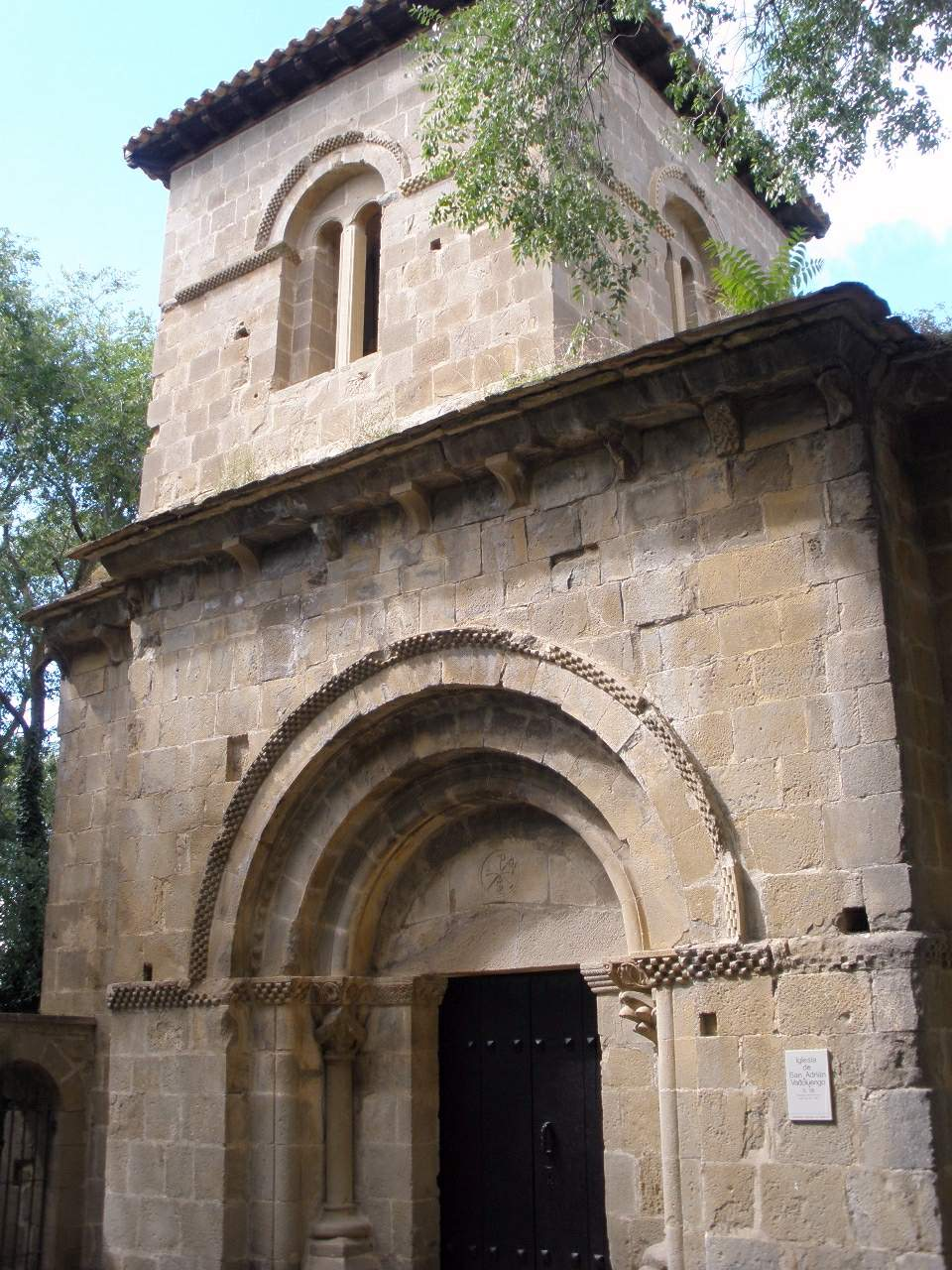
Ermita de San Adrián de Vadolengo (Sangüesa, Navarra).

El Pacto de Vadoluengo o Tratado de Vadoluengo fue firmado el 20 de enero de 1135 en Vadoluengo, en la proximidad de Sangüesa, entre nobles del reino de Aragón, apoyando a Ramiro II como «padre», y nobles del reino de Pamplona, apoyando a García Ramírez, como «hijo», por el cual se establecía entre ambos una relación de filiación artificial para mantener «cada uno el control de su territorio, Ramiro de Aragón tendría el principado conjunto y García Ramírez de Pamplona el mando militar.» En este pacto «se fijaron igualmente los límites entre los dos reinos, siguiendo el curso de los ríos Salazar, Irati, Aragón y Ebro. El rey pamplonés prestaría homenaje a Ramiro y le cedería las tenencias de Roncal, Villafranca, Cadreita y Valtierra.»

## Contexto histórico
Tras la muerte de Alfonso I el Batallador, rey de Aragón y de Pamplona, nobles de ambos reinos, que había unido Sancho Ramírez en 1076, iniciaron una serie de querellas derivadas del testamento de Alfonso I, cuyas «cláusulas lesionaban las tradiciones jurídicas del reino», por el cual el reino pasaba a manos de tres órdenes militares: a la Orden del Santo Sepulcro de Jerusalén, a la Orden del Temple a la que dejaba también su caballo y armas, a la Orden del Hospital a la que añadía la plaza de Tortosa si llegaran a conquistarla. Como apunta el historiador Antonio Ubieto Arteta, «Aragón y Navarra se separaron: Ramiro II el Monje fue coronado rey de Aragón y García Ramírez el Restaurador, rey de Pamplona. Las relaciones entre ambos fueron tirantes en un principio, pero se solucionaron mediante el tratado de Vadoluengo (enero de 1135), firmado por los representantes de ambos monarcas.»
El historiador José María Lacarra explica como, tras la muerte de Alfonso I, «los primeros pasos de uno y otro pretendiente van a estar señalados por las adhesiones que encuentren entre los nobles de los respectivos territorios. Si Ramiro II contó con el apoyo decidido del obispo de Huesca y de muchos señores de Aragón, a García Ramírez apoyaban el obispo de Pamplona, Sancho de Larrosa, y otros señores de la tierra. Eran estos, principalmente, el conde Ladrón, hijo de Iñigo Velaz, señor de Vizcaya, Guipúzcoa y Alava, que llevaba consigo la sumisión de estos territorios; Guillermo Aznar de Oteiza y Xemen Aznar de Torres. Mientras tanto, Alfonso VII avanzaba por la Rioja —pudiendo invocar también para ello derechos de sus antepasados— y se presentaba en Zaragoza (diciembre de 1134), donde era recibido por los señores de la región, cuya carta de derechos se apresuró a confirmar. El señor de Zaragoza, que era el conde Armengol de Urgel —era a la vez vasallo de Alfonso V II por sus grandes intereses en tierras de Valladolid—, ayudaría a inclinar la opinión del «reino de Zaragoza» en favor del rey de Castilla.»

## El acuerdo
Se acordó que Ramiro II ejerciese la potestad sobre el pueblo, mientras que el navarro la ejercía sobre los caballeros y dirigía la guerra y las batallas. Además, se señalaban los límites de los reinos de Aragón y Pamplona, según los había precisado Sancho el Mayor.»

## Consecuecias
Este pacto fue invalidado al poco tiempo porque Ramiro II se casó con Inés de Poitou, que había demostrado su fecundidad en un matrimonio anterior, y de cuya unión nació Petronila.